# Maria Hanowerska (1849–1904)
Maria Hanowerska, niem. Marie Ernestine Josephine Adolphine Henrietta Theresa Elizabeth Alexandrina Prinzessin von Hannover und Cumberland (ur. 2 grudnia 1849; zm. 4 czerwca 1904) – księżniczka Hanoweru.

## Życiorys
Księżniczka Maria urodziła się w Hanowerze. Była najmłodszą córką Jerzego V, króla Hanoweru, i jego żony, księżniczki Marii Sachsen-Altenburg. Nowo narodzona księżniczka otrzymała tytuł Jej Królewskiej Wysokości Księżniczki Hanoweru. W Wielkiej Brytanii również otrzymała tytuł Jej Wysokości jako potomkini Jerzego III Hannowerskiego, króla Wielkiej Brytanii.
W 1866 roku ojciec Marii został usunięty z tronu. Królowa Hanoweru wraz z córką pozostały w kraju jeszcze przez rok zamieszkując w zamku Marienburg, po czym udały się na wygnanie do Austrii w lipcu 1867 roku. W końcu rodzina osiadła w Gmunden.
Maria wraz z rodziną odwiedziła Anglię w maju 1876 roku, i ponownie, po śmierci jej ojca, w czerwcu 1878 roku. Siostra Marii, księżniczka Fryderyka, przeprowadziła się do Anglii gdzie wzięła ślub, Maria powróciła do Gmunden, gdzie prowadziła samotne życie wraz z matką w zamku Cumberland (nazwa od brytyjskiego tytułu jej ojca). Amerykańska gazeta zasugerowała, że Maria dwa razy odrzuciła propozycję królowej Wiktorii poślubienia jej trzeciego syna, księcia Artura.
Maria zmarła w Gmuden w wieku 54 lat. Jej pogrzeb odbył się dzień po śmierci – Maria jest pochowana w rodzinnym mauzoleum w zamku Cumberland obok swojej matki, która przeżyła ją o trzy lata. Dwa dni po jej śmierci, jej bratanica, księżniczka Aleksandra Hanowerska, wzięła ślub z Fryderykiem Franciszkiem IV, wielkim księciem Mecklenburg-Schwerin. 